# Coleta de Sabata
Coleta de Sabata (n. 5 ianuarie 1935, Arad, România – d. 16 octombrie 2021, Timișoara, România) a fost o scriitoare română, rector al Institutului Politehnic „Traian Vuia” din Timișoara în perioada 1981-1989.
Coleta de Sabata a fost membru de partid din 1964 și a îndeplinit diverse funcții în cadrul uiversitar.
Coleta de Sabata a fost deputat în Marea Adunare Națională în sesiunea 1985 - 1989. A mai fost membră din 1971 a Societății Europene de Fizică, a Academiei Oamenilor de Știință, a Uniunii Scriitorilor din România și a Asociației Generale a Inginerilor din România.

## Activitate profesională
Urmează Colegiul Național „Elena Ghiba Birta” din Arad, pe care îl absolvă în 1952. Apoi, până în 1957 urmează Facultatea de Electrotehnică a Institutului Politehnic Timișoara. În 1966 obține titlul de doctor inginer la Institutul Politehnic „Gheorghe Asachi” din Iași.
Devine cadru didactic la politehnica din Timișoara, urcând toate treptele didactice. În 1981 devine rector al institutului, funcție pe care o va deține pe durata a două mandate, până în noiembrie 1989.
Domeniul de cercetare este captarea energiei solare, rezultatele obținute fiind publicate atât în cărți cât și în reviste de profil, ca Thermal Science Journal.
Din 1990 este profesor consultant și conducător de doctorat în domeniul energiei solare.

## Activitate literară
După 1989 se dedică tot mai mult activității literare, scriind atât beletristică, cât și lucrări de prezentare a unor personalități și realizări tehnice din Banat.
Volume publicate
- Mica ei inimă vitează, Alba Iulia: Editura 1 decembrie 1991;
- Pichi la zoo, Deva: Editura Călăuza, 1993;
- Bucătăria europeană, Timișoara: Editura Excelsior, 1995;
- Viața în Sahara, Timișoara: Editura Excelsior Art, 1996;
- Clanul De Niro, Timișoara: Editura Excelsior Art, 1997;
- Pichi la mare, Timișoara: Editura Excelsior Art, 1997;
- Frumoasa tusculană, Timișoara: Editura Excelsior Art, 1998, ISBN 973-9015-81-6;[15]
- Enigma etruscă, București: Editura Trefla, 1999;
- Cazul Marichen Ursula Rott, Timișoara: Editura Excelsior Art, 2001, ISBN 973-592-039-5;[16]
- Anii fericiți, Timișoara: Editura Excelsior Art, 2002, ISBN 973-592-068-9;[17]
- De Niro și fiii, Timișoara: Editura Excelsior Art, 2003, ISBN 973-592-090-5;[18]
- Între plăcere și teamă, Timișoara: Editura Excelsior Art, 2004, ISBN 973-592-119-7;[19]
- Grădina secretă a pictorului, Timișoara: Editura Excelsior Art, 2005;
- Misterele unui popor dispărut: etruscii, Timișoara: Editura Excelsior Art, 2006; ISBN 973-592-163-4.[20]
- Cultura tehnică din Banat", Timișoara: Editura Excelsior Art, 2008, ISBN 978-973-592-208-5
- La Culture tehnique du Banat, Timișoara: Editura Excelsior Art, 2014

Traduceri
- Gianluca Testa, O voi numi Ginevra, Timișoara: Editura Excelsior Art, 2005.

Monografii privind istoria Politehnicii din Timișoara
- Institutul Politehnic Timișoara: 1920-1950, Monografie, Timișoara: Litografia IPT, 1970, în colaborare cu Ispas Moțiu, Aurel Cosma, coordonatori Gheorghe Silaș, Constantin Șora;[21]
- Remember: Profesori ai Școlii Politehnice Timișorene, Timișoara: Editura Helicon, 1993, ISBN 973-9133-44-4; în colaborare cu Ioan Munteanu[22]
- Universitatea Politehnică din Timișoara - oameni, idei, fapte, Timișoara: Editura Excelsior, 1997, ISBN 973-9015-76-X;[23]
- Monografia Catedrei de fizică, Timișoara: Editura Politehnica, 2000, ISBN 973-9389-86-4; în colaborare cu Ioan Marcu[24]
- Universitatea Politehnica la 80 de ani, Timișoara: Editura Politehnica, 2001, ISBN 973-8247-12-8; în colaborare cu Petru Andea[25]